# Twelfth Avenue

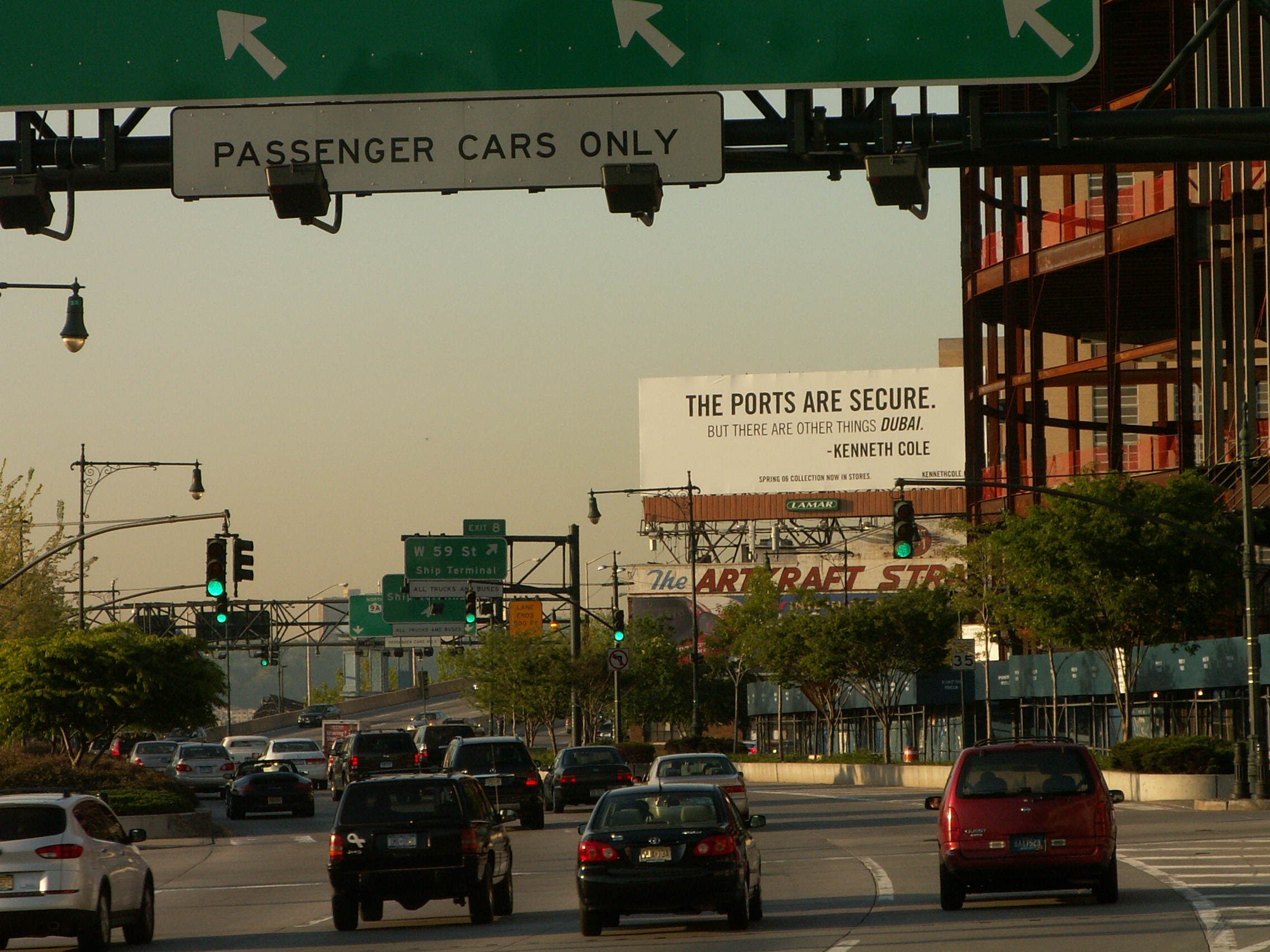
West Side Highway a Hell's Kitchen.

La Twelfth Avenue (en català Dotzena Avinguda), també anomenada West Side Highway, és una avinguda de l'oest de Manhattan, a Nova York. Al nord del carrer 60, la Twelfth Avenue pren el nom de Henry Hudson Parkway, i esdevé una mena de perifèric sense accés a vianants.